# Bantry House
Bantry House (irl. Theach Bheanntraí) – pałac zbudowany na początku XVIII wieku w Bantry, w hrabstwie Cork (Irlandia), nad zatoką Bantry. Od 1739 roku jest siedzibą rodziny White’ów, hrabiów Bantry. W pierwszej połowie XIX wieku został rozbudowany przez Richarda White’a, drugiego hrabiego Bantry. Kolejne pokolenia dekorowały pałac artefaktami przywiezionymi z podróży: wejście wyłożone jest mozaikami z Pompejów, ściany zdobią francuskie i flamandzkie gobeliny, a japońskie skrzynie stoją obok rosyjskich kapliczek.
Przy pałacu zbudowany został też ogród w stylu włoskim, inspirowany ogrodami Boboli we Florencji.

## Galeria

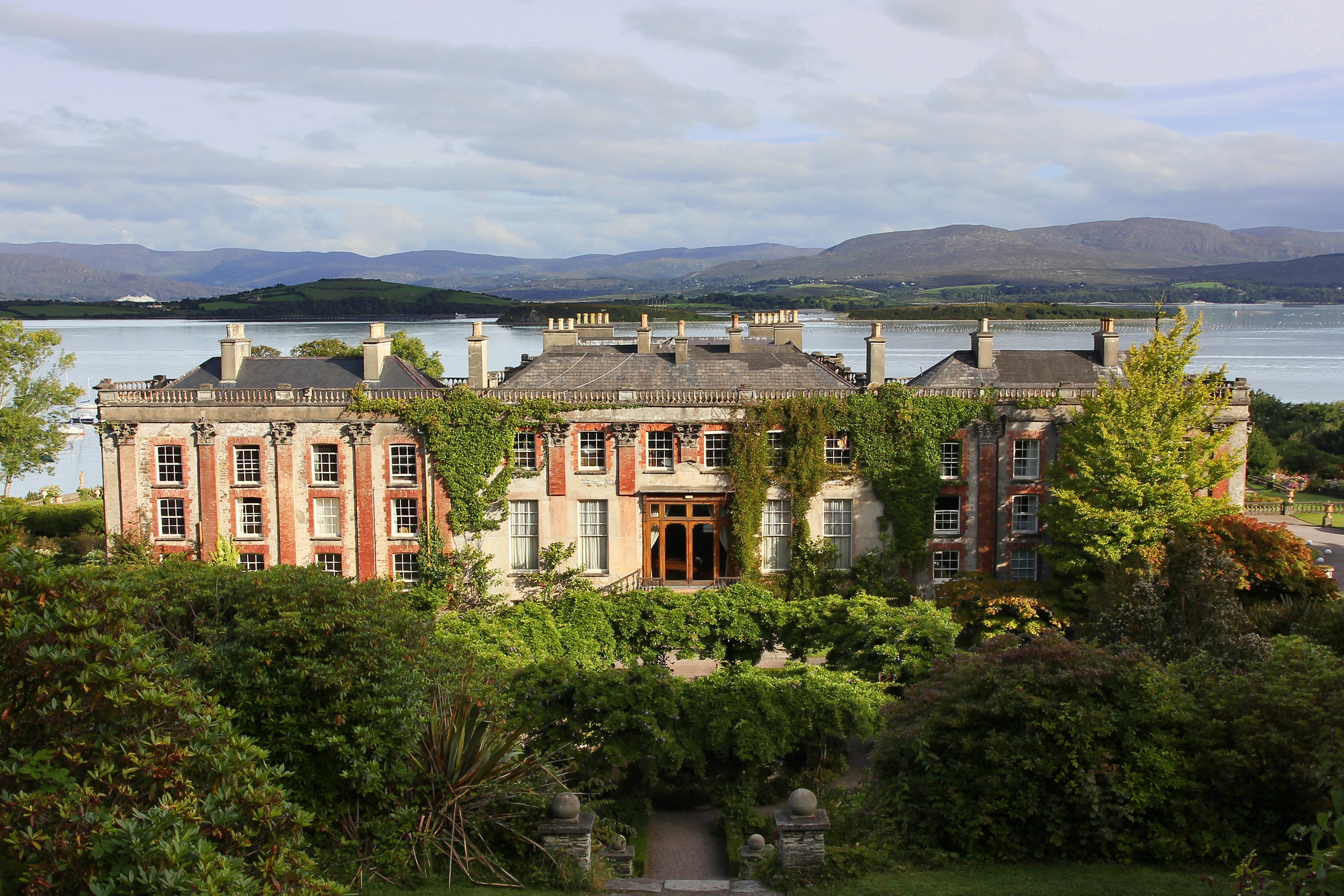
Widok na pałac z zatoką w tle
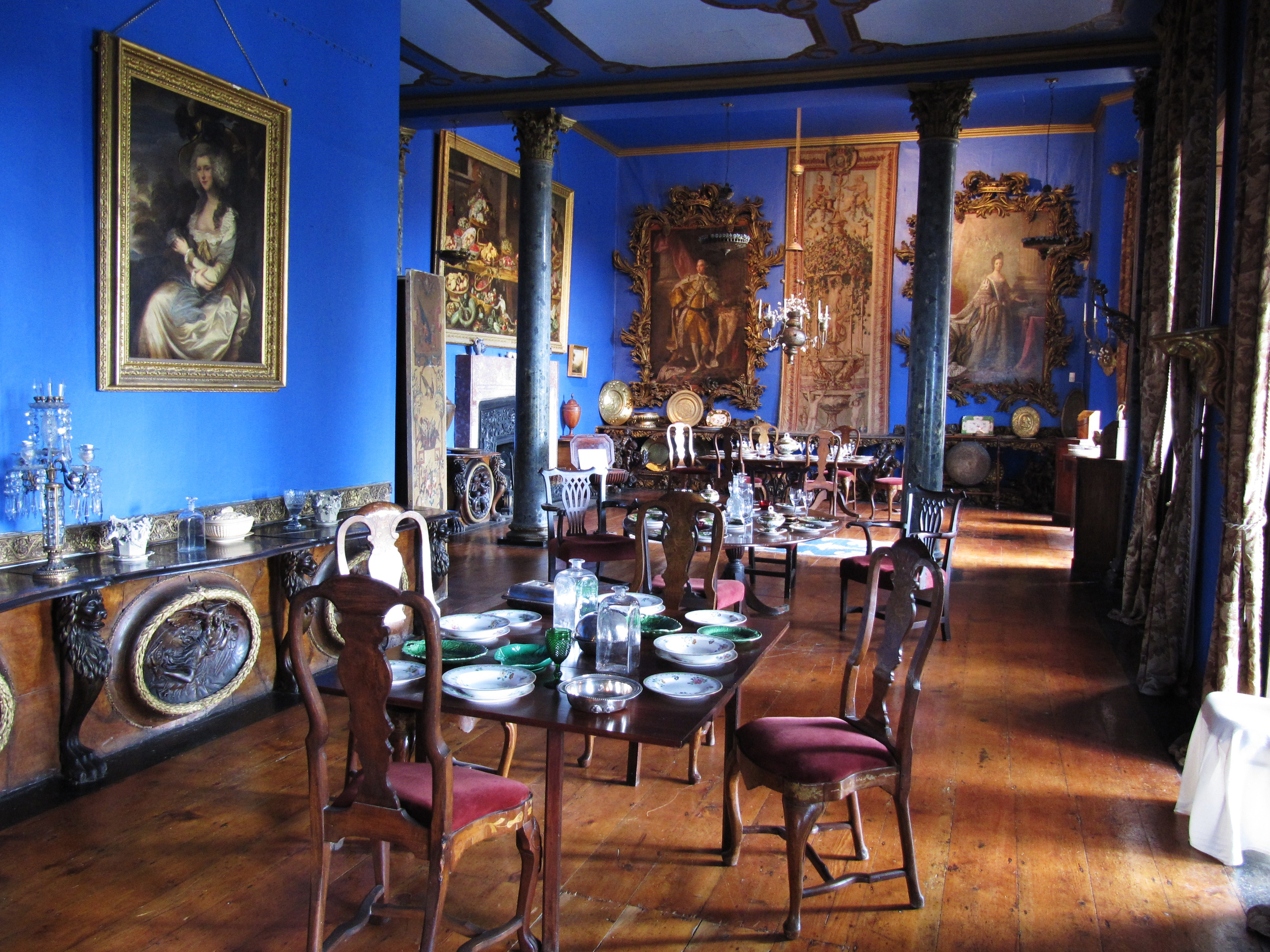
Jadalnia w pałacu
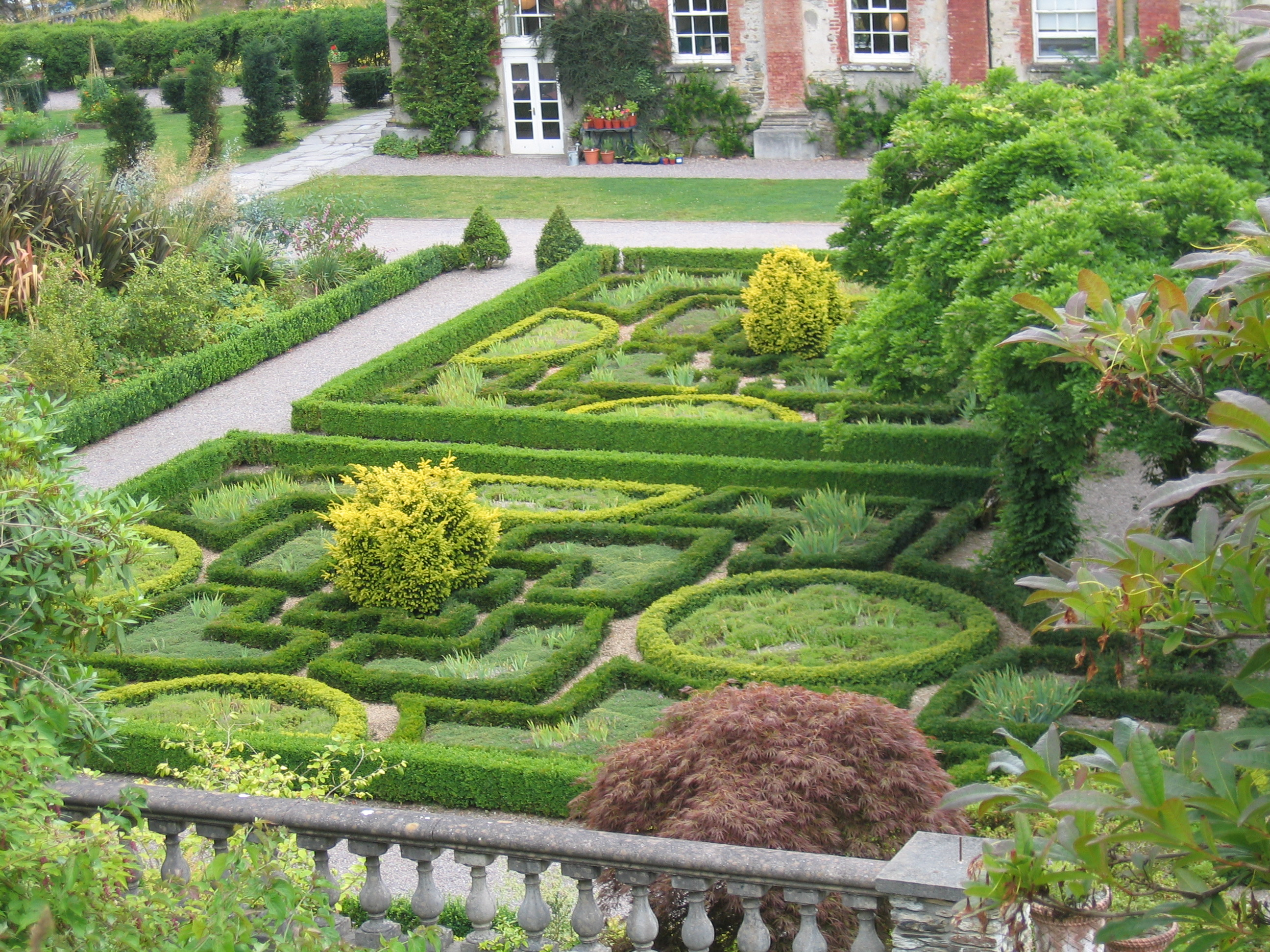
Ogrody włoskie